# Sphenomorphus forbesi
Espèce
Synonymes
- Lygosoma forbesi Boulenger, 1888

Sphenomorphus forbesi est une espèce de sauriens de la famille des Scincidae.

## Répartition
Cette espèce est endémique de la chaîne Owen Stanley dans le sud-est de la Papouasie-Nouvelle-Guinée.

## Étymologie
Son nom d'espèce, forbesi, lui a été donné en l'honneur de Henry Ogg Forbes.

## Publication originale
- Boulenger, 1888 : Descriptions of new reptiles and batrachians obtained by Mr. H.O. Forbes in New Guinea'. Annals and magazine of natural history, sér. 6, vol. 1, no 5, p. 343-346 (texte intégral).